# Pieter-Jozef Bosiers
Pieter-Jozef Bosiers (Antwerpen, 18 februari 1838 - 28 juli 1915) was een Belgisch pianist en componist.

## Levensloop
Bosiers studeerde aan het Koninklijk Conservatorium Brussel en behaalde in 1860 een eerste prijs piano. Hij begon toen aan beroepsactiviteiten die hem een stevige reputatie bezorgden als pianist, componist en muziekpedagoog.
In 1865 stelde hij zich kandidaat voor het directeurschap van het Antwerps Conservatorium, maar Peter Benoît werd benoemd. In 1873 werd hij pianoleraar in dit conservatorium en bleef het tot in 1906. Onder zijn leerlingen had hij er enkelen die later befaamde pianisten werden, zoals Jos Watelet en Jef Van Hoof.
In 1874 was hij de stichter en dirigent van het koor binnen de Mertensvereniging in Antwerpen.
Bosiers trad veelvuldig op als concertpianist. Hij vertolkte werken van Felix Mendelssohn-Bartholdy, J. N. Hummel, Franz Liszt, Mozart, Beethoven en Schumann. Daarnaast vertolkte hij ook werk van A. Dupont en eigen composities.

## Componist
Van Bosiers zijn een aantal composities bekend, waarvan een aantal bewaard worden in het Archief en Museum van het Vlaams Cultuurleven. Zijn te vernoemen:
- Pianowerk: Nocturne, Caravane, Romaza, Sérénade, Cor de Chasse, 1886.
- Nicolas de Keysercantate.
- Het Lied der Mertensvereniging.
- De liederen Twee zusters (tekst V. Van de Walle), Naar mijn Vlaanderen (tekst Th. Coopman), Wannes en Roosken (tekst Pol De Mont).
- Cantate bij de 50ste verjaardag van toneelschrijver M. E. Rosseels (1885).
- Een kleine Vlaamse opera (1878).